# Danish Air Transport
Danish Air Transport (юридична назва Danish Air Transport A/S, скорочено DAT) — данська регіональна авіакомпанія, що забезпечує регулярні та чартерні рейси в межах Данії та низки європейських країн, а також займається вантажоперевезеннями.
Штаб-квартира компанії розташована у місті Вамдруп, Південна Данія.

## Історія
Авіакомпанія була заснована в 1989 році як вантажна авіакомпанія. 1994 року компанія розпочала виконувати чартерні рейси, а в 1996 році — регулярні авіарейси всередині Данії, а також низку рейсів до Норвегії. В перші роки свого існування компанія виступала транспортним партнером ралі «Дакар». 2003 року компанія була придбана литовською авіакомпанією DOT LT13.  У вересні 2021 року DAT вивела з експлуатації єдиний літак McDonnell Douglas MD-83, який був останнім літаком цього типу, що експлуатувався в Європі.

## Маршрутна мережа

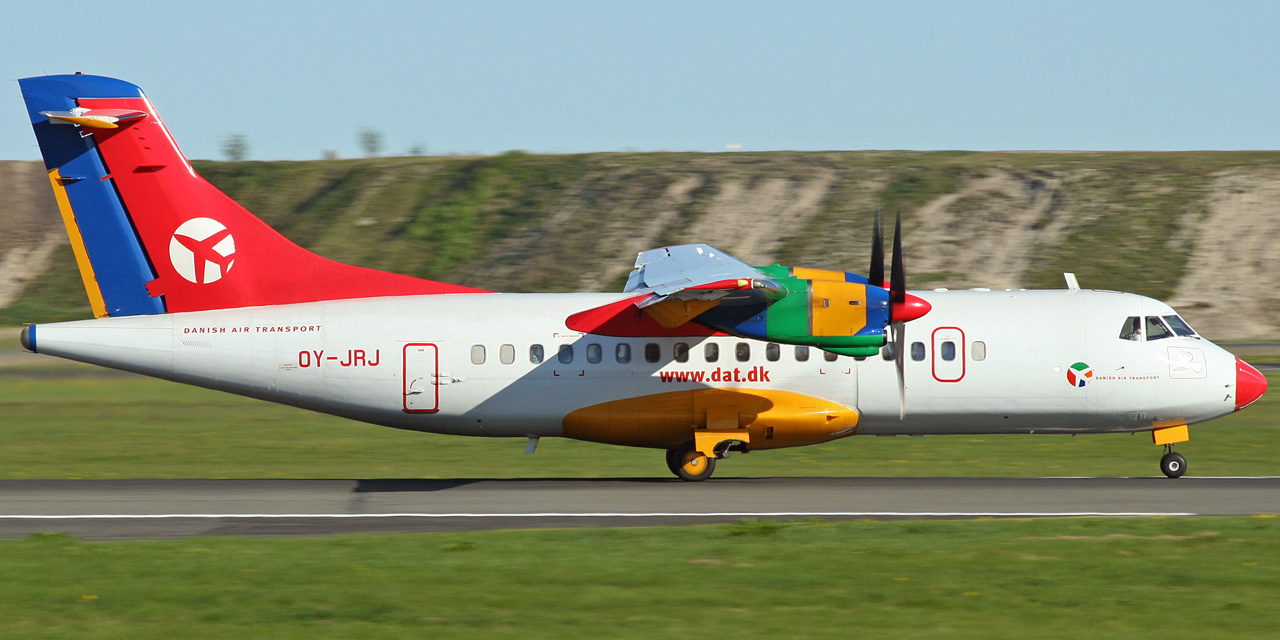
ATR 42-300 Danish Air Transport в Копенгагені

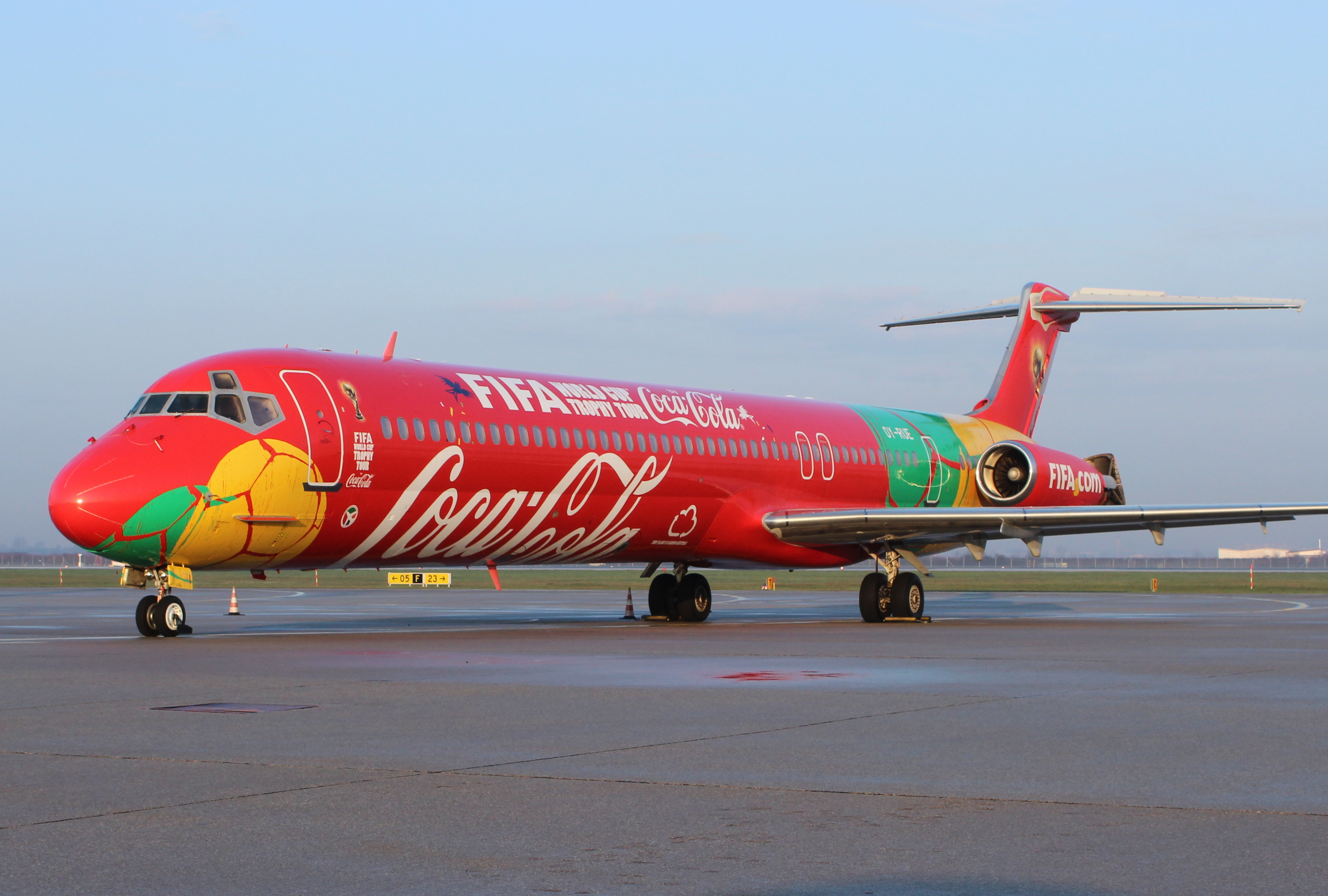
McDonnell Douglas MD-83 спеціальної лівреї до Чемпіонату світу з футболу 2010

Авіакомпанія Danish Air Transport виконує рейси в такі міста:
- Біллунн — Аеропорт Біллунн
- Борнгольм — Аеропорт Борнхольм
- Копенгаген — Аеропорт Копенгагена Каструп
- Каруп — Аеропорт Каруп
- Оденсе — Аеропорт Оденсе (сезонний (літній)
- Есб'єрг — Аеропорт Есб'єрг

 Німеччина
- Берлін — Аеропорт Берлін-Тегель

 Італія
- Неаполь — Аеропорт Неаполь (сезонний (літній)

 Литва
- Вільнюс — Вільнюський міжнародний аеропорт

 Норвегія
- Осло — Аеропорт Осло-Гардермуен
- Ставангер — Аеропорт Ставангер, Сола
- Stord — Аеропорт Stord

## Флот

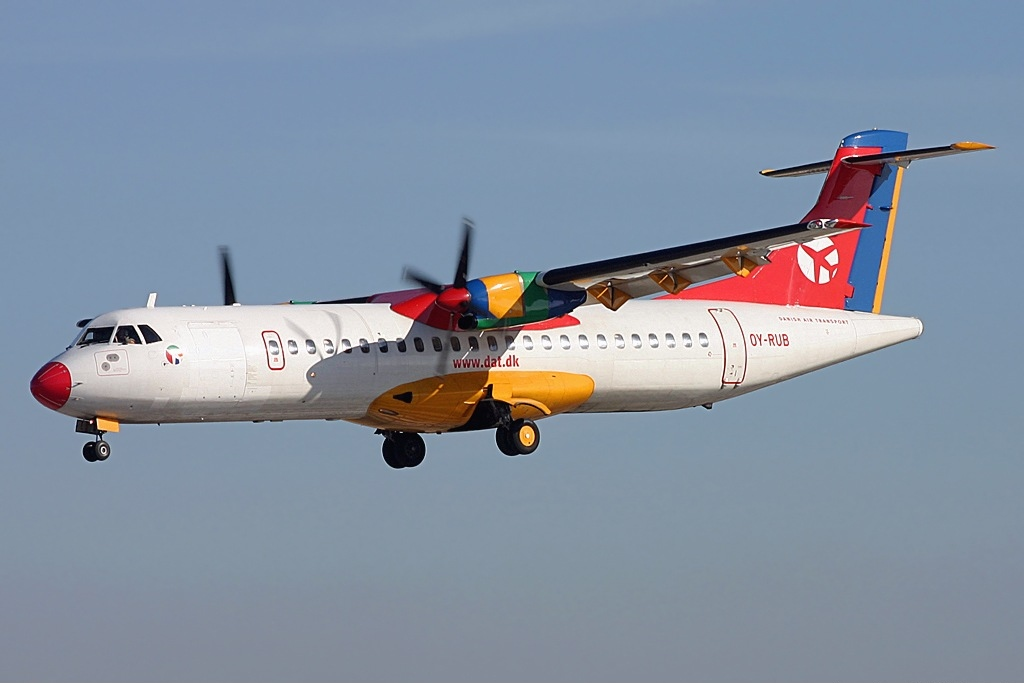
ATR 72-200 Danish Air Transport

Станом на серпень 2015 року середній вік повітряних суден авіакомпанії становив 22,1 років. Флот складається з таких типів літаків: